# Songs of the Century
Lista Songs of the Century – część projektu edukacyjnego Recording Industry Association of America (RIAA), National Endowment for the Arts (NEA) i Scholastic, którego celem jest „promocja lepszego pojmowania muzycznego i kulturowego dziedzictwa Ameryki” w szkołach Stanów Zjednoczonych. W 2001 roku poproszono 1300 ludzi, wśród których znaleźli się przedstawiciele przemysłu muzycznego, mediów, nauczyciele oraz studenci, o dokonanie wyboru 365 najlepszych utworów muzycznych o historycznym znaczeniu, stworzonych przez Amerykanów i powstałych w XX wieku. Mimo że elektorzy zostali wybrani przez RIAA, odpowiedzi udzieliło jedynie 200 (15%) spośród nich. Listę ogłoszono 7 marca 2001 roku w Bibliotece Kongresu Stanów Zjednoczonych. Na 1. miejscu znalazł się utwór „Over the Rainbow” z 1939 roku w wykonaniu Judy Garland, pochodzący z filmu Czarnoksiężnik z Oz.

## Lista
Lista 25 najwyżej sklasyfikowanych utworów:
| Pozycja | Tytuł                              | Artysta                              |
| ------- | ---------------------------------- | ------------------------------------ |
| 1       | „Over the Rainbow”                 | Judy Garland                         |
| 2       | „White Christmas”                  | Bing Crosby                          |
| 3       | „This Land Is Your Land”           | Woody Guthrie                        |
| 4       | „Respect”                          | Aretha Franklin                      |
| 5       | „American Pie”                     | Don McLean                           |
| 6       | „Boogie Woogie Bugle Boy”          | The Andrews Sisters                  |
| 7       | West Side Story                    | Leonard Bernstein i Stephen Sondheim |
| 8       | „Take Me Out to the Ball Game”     | Billy Murray                         |
| 9       | „You've Lost That Lovin' Feelin'”  | The Righteous Brothers               |
| 10      | „The Entertainer”                  | Scott Joplin                         |
| 11      | „In the Mood”                      | Glenn Miller Orchestra               |
| 12      | „Rock Around the Clock”            | Bill Haley & His Comets              |
| 13      | „When the Saints Go Marching In”   | Louis Armstrong                      |
| 14      | „You Are My Sunshine”              | Jimmie Davis                         |
| 15      | „Mack the Knife”                   | Bobby Darin                          |
| 16      | „(I Can’t Get No) Satisfaction”    | The Rolling Stones                   |
| 17      | „Take the „A” Train”               | Duke Ellington Orchestra             |
| 18      | „Blueberry Hill”                   | Fats Domino                          |
| 19      | „God Bless America”                | Kate Smith                           |
| 20      | „The Stars and Stripes Forever”    | Sousa’s Band                         |
| 21      | „I Heard It Through the Grapevine” | Marvin Gaye                          |
| 22      | „(Sittin' On) The Dock of the Bay” | Otis Redding                         |
| 23      | „I Left My Heart in San Francisco” | Tony Bennett                         |
| 24      | „Good Vibrations”                  | The Beach Boys                       |
| 25      | „Stand by Me”                      | Ben E. King                          |